# Not Alone
Not Alone är en låt som är gjord av Aram Mp3 och Garik Papoyan. Låten var Armeniens bidrag i Eurovision Song Contest 2014 i Köpenhamn och framfördes av Aram Mp3 i tävlingens första semifinal.
Låten fick 121 poäng i semifinalen och hamnade på 4:e plats. Även i finalen hamnade låten på 4:e plats, med 174 poäng.